# Sever de Rouen
Pour les articles homonymes, voir Saint Sever.
Sever de Rouen (en latin : Sanctus Severus, vécut au IVe siècle et mourut en 341) est un évêque de Rouen. On ignore beaucoup sur sa vie excepté qu'il fut évêque de Rouen de 325 à 341. 
Il ne doit pas être confondu avec Sever de Ravenne (qui vécut à la même époque, la confusion entre les deux saints semble ancienne) ni avec Sever d'Avranches en l'honneur de qui furent nommés l'ancien faubourg Saint-Sever (devenu le quartier Saint-Sever sur la rive gauche de Rouen) ainsi que l'église Saint-Sever de Rouen pour les reliques de lui qu'elle accueillit.
Saint Sever de Rouen est célébré le 1er novembre. 